# 端木國瑚
端木國瑚（1773年—1837年），字子彝，一字井伯，號鹤田，又號太鶴山人，浙江青田人，祖籍江蘇溧水。清朝官員，易學家。

## 生平
端木國瑚爲嘉慶年間舉人。任歸安縣儒學教諭十五年之久。道光年間，因精通堪輿之術，召相山陵，特授内阁中书。道光十三年（1787年）成癸巳科三甲進士，仍就原官。晚年，居於浙江瑞安。《清史稿·文苑》有傳。

## 著作
著有《周易指》、《杨曾地理元文》、《周易葬说》、《太鹤山人集》等。